# Nazionale maschile di calcio a 5 di Cipro
La nazionale di calcio a 5 di Cipro è, in senso generale, una qualsiasi delle selezioni nazionali di Calcio a 5 della Federazione calcistica di Cipro che rappresentano Cipro nelle varie competizioni ufficiali o amichevoli riservate a squadre nazionali.

## Risultati nelle competizioni internazionali

### FIFA Futsal World Championship
| Anno e luogo | Piazzamento     | Pd | V | N | P | GF | GS |
| ------------ | --------------- | -- | - | - | - | -- | -- |
| 1989         | Non presente    | -  | - | - | - | -  | -  |
| 1992         | Non presente    | -  | - | - | - | -  | -  |
| 1996         | Non presente    | -  | - | - | - | -  | -  |
| 2000         | Non presente    | -  | - | - | - | -  | -  |
| 2004         | Non qualificata | -  | - | - | - | -  | -  |
| 2008         | Non qualificata | -  | - | - | - | -  | -  |
| 2012         | Non qualificata | -  | - | - | - | -  | -  |
| 2016         | Non qualificata | -  | - | - | - | -  | -  |
| 2021         | Non qualificata | -  | - | - | - | -  | -  |
| Totale       | 0/9             | 0  | 0 | 0 | 0 | 0  | 0  |

### UEFA Futsal Championship
| Anno e luogo | Piazzamento     | Pd | V | N | P | GF | GS |
| ------------ | --------------- | -- | - | - | - | -- | -- |
| 1996         | Non presente    | -  | - | - | - | -  | -  |
| 1999         | Non qualificata | -  | - | - | - | -  | -  |
| 2001         | Non qualificata | -  | - | - | - | -  | -  |
| 2003         | Non qualificata | -  | - | - | - | -  | -  |
| 2005         | Non qualificata | -  | - | - | - | -  | -  |
| 2007         | Non qualificata | -  | - | - | - | -  | -  |
| 2010         | Non qualificata | -  | - | - | - | -  | -  |
| 2012         | Non qualificata | -  | - | - | - | -  | -  |
| 2014         | Non qualificata | -  | - | - | - | -  | -  |
| 2016         | Non qualificata | -  | - | - | - | -  | -  |
| 2018         | Non qualificata | -  | - | - | - | -  | -  |
| 2022         | Non qualificata | -  | - | - | - | -  | -  |
| Totale       | 0/12            | -  | - | - | - | -  | -  |